# UNOVIS

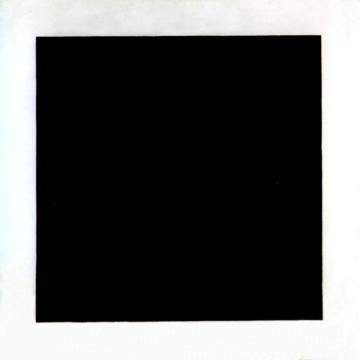
UNOVIS의 인장; 카지미르 말레비치의 'Black square'

UNOVIS(또는 MOLPOSNOVIS, POSNOVIS)는 절대주의 양식의 러시아 예술가 단체였다. 1919년에 카지미르 말레비치가 비테프스크 공립 미술 학교에서 설립하고 지도했다.
처음에는 학생들에 의해 MOLPOSNOVIS라는 이름으로 형성되었으며 예술의 새로운 이론과 개념을 탐구하고 개발하는 것이 목적이었다. 말레비치의 지도를 통해 UNOVIS로 이름을 바꾸고 그의 예술 관념인 절대주의에 초점을 맞춘 많은 프로젝트와 출판 활동을 진행했다. 이는 러시아 뿐만 아니라 해외의 전위 예술에 직접적으로 큰 영향을 끼쳤다. 1922년에 해체되었다.
UNOVIS라는 이름은 "새로운 예술의 옹호자"라는 뜻의 러시아어 "Utverditeli Novogo Iskusstva"의 줄임말이다. 다른 이름으로 알려진 POSNOVIS는 "새로운 예술의 추종자"를 뜻하는 "Posledovateli Novogo Iskusstva"의 줄임말이고, MOLPOSNOVIS는 "새로운 예술의 젊은 추종자"를 뜻한다.

## 같이 보기
- 절대주의

### 참고 문헌
- Malevich: Suprematism and Revolution in Russian Art 1910-1930 (New York, Thames & Hudson, 1966, ISBN 0-500-09147-1)
- Shishanov V.A.Vitebsk museum of the modern art history of creation and collection. 보관됨 2013-11-03 - 웨이백 머신 1918-1941. - Minsk: Medisont, 2007. - 144 p.
- Shishanov, B. "Vitebsk budetlyane" (to a question about the lighting of theatrical experiences UNOVIS in Vitebsk periodicals) / V. Shishanov / / Malevich. Classical avant-garde. Vitebsk - 12 [anthology / ed. T. Kotovich]. – Minsk: Newact, 2010. – P.57-63. 보관됨 2014-04-25 - 웨이백 머신
- Lazar Khidekel and Suprematism. Prestel, 2014. Edit. Regina Khidekel, and Charlotte Douglas, Magdalena Dabrowsky, Tatiana Goriatcheva, Alla Rosenfeld, Constantin Boym, Boris Kirikov, Margarita Shtiglits.